# Гірний Василь Петрович
Гірний Василь Петрович (псевдоніми: Щипавка, криптоніми: В. Г., Г. В., Ф. Т.; 14 березня 1902, с. Заліська Воля біля м. Радимне — 5 липня 1981, Лемборк, Польща) — український письменник, фейлетоніст, гуморист.

## Життєпис
Уже з раннього дитинства виявив потяг до освіти, тому батьки, незважаючи на скрутні обставини, віддали його на навчання до гімназії (до Яворова, а потім до Перемишля). Закінчивши успішно гімназію, Василь вирішив здобути ще й вищу освіту, але на те батьки вже не змогли собі дозволити фінансово, тож юнак вирушає на заробітки до Франції, наймається на роботу в вугільну шахту і важкою працею заробляє на продовження навчання. Пізніше Василь Гірний пише про це у своїй повісті «Розгублені сили».
Повернувшись із Франції, вступає до Львівського університету, успішно закінчує його і працює педагогом на рідних теренах Галичини, проводить культурно-освітню роботу серед населення та молоді. Але його приваблює Львів і журналістика. Під час навчання він познайомився з передовою українською інтеліґенцією, його друзями стали зокрема вихідці з Лемківщини: поет Богдан-Ігор Антонич, перший редактор двотижневика «Наш лемко» Петро Смереканич, історик і публіцист Юліан Тарнович (згодом став редактором «Нашого лемка»). Він багато чув від них про Лемківщину і мріяв неодмінно відвідати її. У Львові розцвів його творчий талант. Друкує фейлетони й сатиру на сторінках різних журналів, зокрема таких, як «Комар», «Новий час», «Наш Прапор» та згадуваний уже двотижневик «Наш лемко», під літературним псевдонімом Федь Триндик. Вийшли друком і збірки його літературних творів «Літературні пародії», «Книга Лева», присвячена Богданові-Ігорю Антоничу, «Герої сходять з п'єдесталу» та «Курдидик молодший».
Настав 1939 р., почалася ІІ Світова війна. Галичина попадає під радянську окупацію, а землі, що знаходяться на захід від Бугу, під окупацію німців, у т. зв. Ґенеральне Губернаторство. Василь Гірний з певних політичних міркувань покидає Львів і поселяється в омріяній Лемківщині, в селі Святкова Велика Ясельського повіту. Одержує тут посаду директора школи і працює аж до вересня 1941 р. Навчання у школі розпочав українською мовою, бо до війни здійснювалося по-польськи. Святковяни з радістю прийняли Гірного і ставилися до нього з великою пошаною. Він скоро знайшов спільну мову з селянами. Оскільки у Святковій довший час парохом був москвофіл о. Петро Каламунецький, то саме таку свідомість мали переважна більшість його парафіян. Тож Василь Гірний мав непочатий край роботи на ниві національно-патріотичного виховання не тільки учнів, а й селян.
У 1948 р. виїхав до Польщі й поселився в Лєборку поблизу Гданська. Помер 5 липня 1981 р. у Лєборку.

## Творчість
Співпрацював із львівськими часописами «Новий Час», «Літопис Червоної Калини», «Комар» та ін. (1933–1939); твори: «Літературні пародії» (1937), «Розгублені сили» (роман, 1943).
Працював у видавничому концерні Івана Тиктора «Українська преса».
Автор збірок «Світ глядить на Україну» (1937), «Літературні пародії: Шаржі, епіграми, гуморески»
(1937), «Розгублені сили» (1943); повісті «Патріот» (1985).
Окремі твори:
- Гірний В. Літературні пародії. Боягуз // «Дванадцятка». Наймолодша львівська літературна богема 30-х років ХХ ст.: Антологія урбаністичної прози. — Львів: ЛА «Піраміда», 2006. — С. 242–260.
- Гірний В. Розгублені сили. Роман. — Краків — Львів: Українське видавництво, 1943. — 191 с.